# PR-552
A Rodovia PR-552 é uma estrada pertencente ao governo do Paraná que liga a rodovia BR-376 (na altura de Mandaguaçu) à cidade de São Jorge do Ivaí, passando pela cidade de Ourizona.

## Denominação
- Rodovia Prefeito Irineu Aparecido Savoldi, em toda a sua extensão, de acordo com a Lei Estadual 9.136 de 22/11/1989.[1]

## Trechos da Rodovia
A rodovia possui uma extensão total de aproximadamente 25,3 km, podendo ser dividida em 3 trechos, conforme listados a seguir:
| Ponto de referência                      | Extensão do trecho | Extensão acumulada | Situação    |
| ---------------------------------------- | ------------------ | ------------------ | ----------- |
| Entroncamento BR-376 (Mandaguaçu)        | ---                | 0 km               | ---         |
| Acesso à localidade de Guadiana          | 0,8 km             | 0,8 km             | Pavimentado |
| Ourizona                                 | 11,5 km            | 12,3 km            | Pavimentado |
| Entroncamento PR-554 (São Jorge do Ivaí) | 13,0 km            | 25,3 km            | Pavimentado |

Extensão pavimentada: 25,3 km (100,00%)
Extensão duplicada: 0,0 km (0,00%)